# 喜多・西森のゆかいな金曜日!
『喜多・西森のゆかいな金曜日!』（きた・にしもりのゆかいなきんようび!）は朝日放送ラジオで2019年4月5日から2020年10月2日まで毎週金曜日の9:00 - 12:00（JST）に放送されていた生ワイド番組。
本来は喜多ゆかり（朝日放送テレビアナウンサー）と西森洋一（モンスターエンジン）の冠番組で、放送や公式サイトでは「ゆか金」（ゆかきん）という略称も用いられていた。ただし、喜多は第2子の懐妊によって産前産後休暇へ入ることから、2019年10月11日放送分でいったん降板。翌週（同月18日放送分）からは、先輩アナウンサーの柴田博が喜多に代わってパーソナリティを務めるとともに、番組のタイトルを『柴田・西森のゆかいな金曜日!』（しばた・にしもりのゆかいなきんようび!）に変更している。

## 概要
2009年7月10日から2019年3月29日まで毎週月曜日 - 金曜日の9:00 - 12:00に編成されていた『ドッキリ!ハッキリ!三代澤康司です』（喜多の先輩アナウンサー・三代澤康司がパーソナリティを務める生ワイド番組、以下『ドキハキ』と略記）の放送曜日を、2019年4月改編で月 - 木曜日に変更したことに伴って誕生。『ドキハキ』金曜分の放送枠や一部の企画を引き継ぎながら、2018年4月6日から金曜分で三代澤のパートナーを務めてきた喜多と、モンスターエンジンのメンバーとして2019年3月30日まで『NMB48学園』（朝日放送ラジオ）に出演していた西森をパーソナリティに起用した。
なお、金曜日午前中での放送は2020年10月2日で終了。翌週（10月9日）からは、『柴田・西森のぼちぼち金曜日』に改題したうえで、2日で終了する『浦川泰幸の金曜はウラから失礼』の放送枠（毎週金曜日の15:00 - 17:55）を引き継ぐ。喜多は2019年12月に第一子（長男）を出産したが、『ぼちぼち金曜日』にはレギュラーで出演せず、柴田と西森が引き続きパーソナリティを務める。番組開始の時点で産後休暇の期間が残っていることに加えて、朝日放送テレビでアナウンスセンター以外の部署に勤務する夫が産前産後休暇中に東京オフィスへ異動したことに伴って、自身の実家がある関東地方での生活を再開したことによる。

## パーソナリティ
- 喜多ゆかり（朝日放送テレビアナウンサー）
  - 第1子の出産（2017年12月）、職場復帰（2018年3月）、『ドキハキ』金曜分の最終パートナーを経て、西森との共同名義ながら復帰後初めてレギュラーで冠番組を担当。編成上は、『ドキハキ』の金曜分から続投している。
  - 2019年6月28日放送分のオープニングで、第2子を懐妊中であることを発表。同年11月に出産を予定していた[1]ため、10月11日放送分でいったん出演を終了した。
  - 一時休演を機に産前産後休暇へ入る予定だったが、西森が腹腔内膿瘍の治療で2019年10月31日（木曜日）から入院していた[2]ため、翌11月1日の放送に西森の代役として急遽出演。自身の代役である柴田とのコンビで、『柴田・喜多のゆかいな金曜日!』[3]として放送した。
  - 2019年12月13日放送分で、番組宛ての電子メールを通じて、男児を出産したことを報告。出産の約1ヶ月後（2020年1月10日放送分）には、産後休暇の期間中にもかかわらず、木梨憲武をゲストに迎えた時間帯（10時台の後半）から『柴田・喜多のゆかいな金曜日!』以来2ヶ月振りにスタジオから出演した。2019年2月23日に『土曜朝6時 木梨の会。』（TBSラジオが制作する木梨の冠番組）の全編生放送を朝日放送ラジオのスタジオから実施した[4]際に、朝日放送ラジオでの非ネット番組にもかかわらず、ハイヒールリンゴ・勝俣州和とともにゲストで出演した縁による。
- 柴田博（朝日放送テレビアナウンサー）
  - 『おはよう朝日です』（朝日放送テレビ）の平日版では、喜多がアシスタントを担当していた時期の金曜放送分に長らく共演していた。
  - 過去には、以下の事情で休演したため、放送上のタイトルに代演者の名前を入れている。
    - 2020年1月24日（『塚本・西森のゆかいな金曜日!』、インフルエンザへの感染に伴う出社停止措置で後輩アナウンサーの塚本麻里衣が代演）
- 西森洋一（モンスターエンジン）
  - 過去には、以下の事情で休演。喜多に加えて、相方の大林健二が代演したため、放送上のタイトルに代演者の名前を入れている。
    - 2019年11月1日（『柴田・喜多のゆかいな金曜日!』）・8日（『柴田・大林のゆかいな金曜日!』、いずれも腹腔内膿瘍の治療を伴う入院）。
    - 2020年1月10日（『柴田・大林のゆかいな金曜日!』、インフルエンザへの感染に伴う休養）。

## 主なコーナー
- オープニング（9:00頃）
- ゆか金NEWS!（9:32頃）
- 西森洋一の朗読の世界（10:09頃）
- ゆか金スペシャル!（10:28頃）
  - 開始当初は、よしもと漫才劇場で活動するお笑い芸人を隔週でゲストに呼んでいた。
  - 喜多が2回目の産前産後休暇前で最後に出演した2019年10月11日放送分には、翌週（同月18日放送分）から喜多の代役を担う柴田が、スタジオ見学を兼ねてゲスト扱いで登場していた。
  - 新型コロナウイルス感染症の流行によって局外からゲストを呼びにくくなった2020年4月以降は、産後休暇中の喜多が、月に1回のペースで電話を通じて近況を報告。アナウンサー時代に喜多・柴田の同僚だった朝日放送テレビ報道局ニュースセンターの記者（高橋大作、島田大、大野聡美）が、自身の近況報告を兼ねて、新型コロナウイルスなどの時事問題に関するリポートを伝えることもあった。
- ゆかりのイングリッシュ・カフェ（11:10頃）
  - 『ドキハキ』の日替わり企画として、2018年度の金曜日に放送していた喜多の英会話学習企画「ゆかりのペラッペラ イングリッシュ」を継承。
- みなさん、どう思います?（11:28頃）
  - 番組スタッフが毎週提示する「お題」にリスナーが答える討論コーナー。最後に、西森が芸人らしい結論を出す。「お題」は、朝日放送ラジオで放送週ごとに流れるスポットCMでも告知されていた。
- 話のひき出し（11:45頃）
  - 『ドキハキ』でも放送されているコーナーから、金曜分を継承。
- エンディング（11:55頃）